# Rudolf Kludský
Rudolf Kludský (* 10. August 1893 in Judenburg; † 4. Dezember 1960) war ein österreichischer Zirkusdirektor. 

## Leben
Vor 1938 galt Rudolf Kludsky als einer der bekanntesten Zirkusdirektoren im internationalen Wettbewerb. 1950 war er mit seiner Ehefrau und Enkelkindern in einem einzigen Wohnwagen unterwegs. Seinen Heimatbezug zur Steiermark belegte sich in seinem 1950 Vorschlag an die Grazer Stadtgemeinde, einen zoologischen Garten nach der Art eines "Zoos ohne Gitter". Die Tiere sollten von den Zuschauern lediglich durch Gräben getrennt sein.

## Die Kludský Zirkusdynastie
Rudolf leitete bis um 1940 gemeinsam mit seinem Bruder Karl "einen in ganz Europa bekannten Großzirkus". An Sonntagen verzeichneten sie "oft mehr als 25.000 Besucher."
In seinem Buch Könige der Manege (Paul-Zsolnay-Verlag, Wien 1950), schilderte Kludský die fünf am Zirkus beschäftigen Generationen seiner Familie. Der „Drei-Manegen- und Rennbahn-Zirkus Kludský“ beschäftigte 400 Menschen und bis zu 800 Tieren. Ein Rezensent stellte fest: "Selbst ein Zirkusfeind müßte, hat er dieses Buch gelesen, den Hut ziehen vor jenen Artisten, die so lange nur am Rande unserer Gesellschaft leben durften."